# Підгородянська сільська рада
| Підгородянська сільська рада — орган місцевого самоврядування у Рогатинському районі Івано-Франківської області з адміністративним центром у с. Підгороддя. 9 березня 1960 р. Станіславський облвиконком ухвалив рішення про приєднання Підгородянської сільради до Липівської. Історична дата утворення: в 1971 році. Водоймища на території, підпорядкованій даній раді: річка Гнила Липа. Сільській раді підпорядковані населені пункти: - с. Підгороддя - с. Луковище - с. Руда |

## Склад ради
Рада складається з 14 депутатів та голови.

### Керівний склад ради
| ПІБ                        | Основні відомості                                                                  | Дата обрання | Дата звільнення |
| -------------------------- | ---------------------------------------------------------------------------------- | ------------ | --------------- |
| Качало Володимир Іванович  | Сільський голова, 1971 року народження, освіта, член Соціалістичної партії України | 26.03.2006   | 31.12.2009      |
| Огерук Ярослав Миколайович | Сільський голова, 1956 року народження, освіта вища, безпартійний                  | 31.10.2010   |                 |

Примітка: таблиця складена за даними джерела